# Tribhuwana Wijayatunggadewi
Tribhuwana Wijayatunggadewi ou Tribhuwannottunggadewi Jayawishnuwardhani, de son nom de règne, ou encore Dyah Gitarja, est la reine de l'empire Majapahit entre 1328 et 1350. Elle nomme Gajah Mada comme premier ministre et elle est responsable d'une importante expansion de son empire.

## Dans la culture populaire
Elle dirige la civilisation indonésienne dans le jeu vidéo Civilization VI, sorti en 2016 par Firaxis Games.